# 印地小子
《印地小子》是一款由Visual Concepts制作、世嘉发行的动作游戏。游戏2001年9月13日在Dreamcast发行。
游戏是一款多人在线游戏。
游戏收到非常正面评价。IGN给予9.4的分数。